# Tracey Ullman
Tracey Ullman (Slough, Berkshire, Anglaterra, 30 de desembre de 1959) és una humorista, actriu i cantant anglesa, principalment famosa per ésser la presentadora d'un programa de televisió amb el seu nom. Amb una habilitat extraordinària per imitar accents, en la interpretació de nombrosos personatges rarament empra el seu accent normal.

## Biografia
Nascuda a Anglaterra de pare polonès i mare gitana, la petita Tracey començà la seva carrera artística als sis anys, en morir el seu pare, fent a casa amb la seva germana Patty petits xous nocturns per animar la seva mare, en els quals cantava, ballava i imitava famosos i coneguts de la família. Tant van haver d'animar la mare que aquesta es tornà a casar poc després.
Als dotze anys un professor la recomanà per l'Italia Conti Academy of Theatre Arts, una de les escoles d'arts escèniques més importants de Londres. Tracey no la recorda amb molta estima, ja que en les audicions sempre escollien noies rosses d'ulls blaus.
Amb setze anys començà a treballar en musicals i obté papers a Gigi, Grease i The Rocky Horror Show, entre d'altres. Però fou el seu personatge de Beverly, cantant cristiana rehabilitada, en un concurs d'improvisacions el que cridà l'atenció de la BBC, que la contractà per les sainets a A Kick Up the Eighties i Three of a Kind amb Lenny Henry i el comediant anglès David Copperfield. A aquella seguirien uns altres programes durant la primera meitat dels anys 1980. D'aquesta època és la seva imitació de Bananarama (de les tres scomponents alhora). També va aparèixer amb French and Saunders i Ruby Wax a Girls On Top.
El 1983 va tenir un gran èxit com a cantant a Stiff Records, tot i que el seu estil era més còmic que punk. Col·locà tres cançons al Top 100 britànic en menys de dos anys, incloent-hi el seu primer hit «Breakaway», el hit internacional «They don't know i My Guy».
Les seves cançons eren evocacions de la música pop dels 1960 als 1980. El seu últim èxit fou «Sunglasses» a final del 1984, una versió de «Sun Glasses» de John D. Loudermilk del 1965. Durant aquest període fou videojockey (VJ) invitada als MTV als Estats Units.
El programa de televisió estatunidenc d'Ullman, The Tracey Ullman Show guanyà quatre Emmys i popularitzà Els Simpson, que començaren com a caricatures molt simples (creats per Matt Groening). El 1992 Ullman presenta una denúncia contra la 20th Century Fox a la Cort Superior de Los Angeles per dos milions i mig de dòlars a compta dels cinquanta milions estimats en beneficis per merchandising. Anys després, quan el seu programa deixà d'emetre's, ella digué bromejant en un programa nocturn d'entrevistes en televisió estar esperançada que un dia tingui un spot regular de dos minuts alsSimpson.
Després de l'èxite del Tracey Ullman Show de gener 1996 a març 1999, durant quatre temporades Ullman conduir el xou televisiu Tracey Takes On… al canal de televisió HBO. La sèrie va guanyar vint-i-quatre Premis Emmy, comprès un el 1997 per a «excel·lent xou de música, comèdia i varietat».
Tracey ha aparegut en moltes pel·lícules com ara I Love You to Death, Robin Hood: Men in Tights, Household Saints, Lladres d'estar per casa i Els sexeaddictes. També fa la veu de Little Lulu. Així mateix és la poc convencional terapeuta d'Ally a la sèrie de televisió Ally McBeal.
Ullman tornà a HBO l'estiu del 2005 amb un especial autobiogràfic, Tracey Ullman: Live and Exposed va estar sent preparat per a Broadway per a la temporada de l'hivern del 2005–2006. El 2005 anuncià la seva intenció d'adoptar la ciutadania estatunidenca a The Daily Show with Jon Stewart i el 26 de desembre del 2005 a Tracey Takes On.
Ullman estava casada amb el productor Allan McKeown, mort el 2013, amb el qual té dos fills: Mabel i Johnny.

## Filmografia
Les seves pel·lícules més destacades són:

### al cinema
- 1984: The Young Visitors de James Hill: Ethel Monticue
- 1984: Give My Regards to Broad Street de Peter Webb: Sandra
- 1985 : Plenty de Fred Schepisi: Alice Park
- 1986 : Jumpin' Jack Flash de Penny Marshall: Fiona
- 1990: T'estimo fins a la mort de Lawrence Kasdan: Rosalie Boca
- 1993: Happily Ever After de John Howley: Thunderella i Moonbeam (veu)
- 1993: Les boges, boges aventures de Robin Hood de Mel Brooks: Latrine
- 1993: Household Sants de Nancy Savoca : Catherine Falconetti
- 1994: I'll Do Anything de James L. Brooks: Beth Hobbs
- 1994: Bales sobre Broadway de Woody Allen: Eden Brent
- 1994: Prêt-à-Porter de Robert Altman: Nina Scant
- 2000: C-Scam de Larry Gelbart
- 2000: Pànic a l'aire (Panic) de Henry Bromell: Martha
- 2000: Lladres d'estar per casa de Woody Allen: Frenchy
- 2004: Els sexeaddictes de John Waters: Sylvia Stickles
- 2004: The Cat That Looked at a King de Dave Bossert: el gat (veu)
- 2005: La núvia cadàver de Tim Burton: Nell Van Dorm i Hildegarde (veu)
- 2005: Kronk's New Groove de Saul Binkoff, Elliot M. Bour i Robin Steele: Ms. Birdwell (veu)
- 2007: I Could Never Be Your Woman de Amy Heckerling: Mare Nature
- 2008: El valent Despereaux de Sam Fell i Robert Stevenhagen: Miggery Sow
- 2014: Into the Woods de Rob Marshall: la mare de Jack
- 2020: Onward: Grecklin (veu)
- 2020: The Prom

### a la televisió
- 1985: Girls es Top (5 episodis): Candice Valentine
- 1987-1990: The Tracey Ullman Show: Diversos personatges
- 1991: Els Simpson (1 episodi): Emily Winthrop (veu)
- 1996-1999: Tracey Takes On...: Diversos personatges
- 1998-1999: Ally McBeal (5 episodis): Dr. Tracey Clark
- 2004: Will & Grace (1 episodi): Ann
- 2008: Bombai Calling (7 episodis): La veu al telèfon (veu)
- 2014: How I Met Your Mother (2 episodis): Genevieve Scherbatsky
- 2016-2018: Tracey Ullman's Show
- 2017: Howards End

### com a guionista
- 1992: Tracey Ullman: A Class Act
- 1996-1999: Tracey Takes On... (28 episodis)
- 2003: Tracey Ullman in the Trailer Tales
- 2005: Tracey Ullman: Live and Exposed
- 2008-2010: State of the Union (12 episodis)

### com a productora
- 1996-1999: Tracey Takes On… (65 episodis)
- 1996: The Best of Tracey Takes On…
- 2003: Tracey Ullman in the Trailer Tales
- 2005: Tracey Ullman: Live and Exposed
- 2008-2010: State of the Union (10 episodis)

### com a directora
- 2003: Tracey Ullman in the Trailer Tales
- 2010: State of the Union (7 episodis)